# Urgleptes facetus

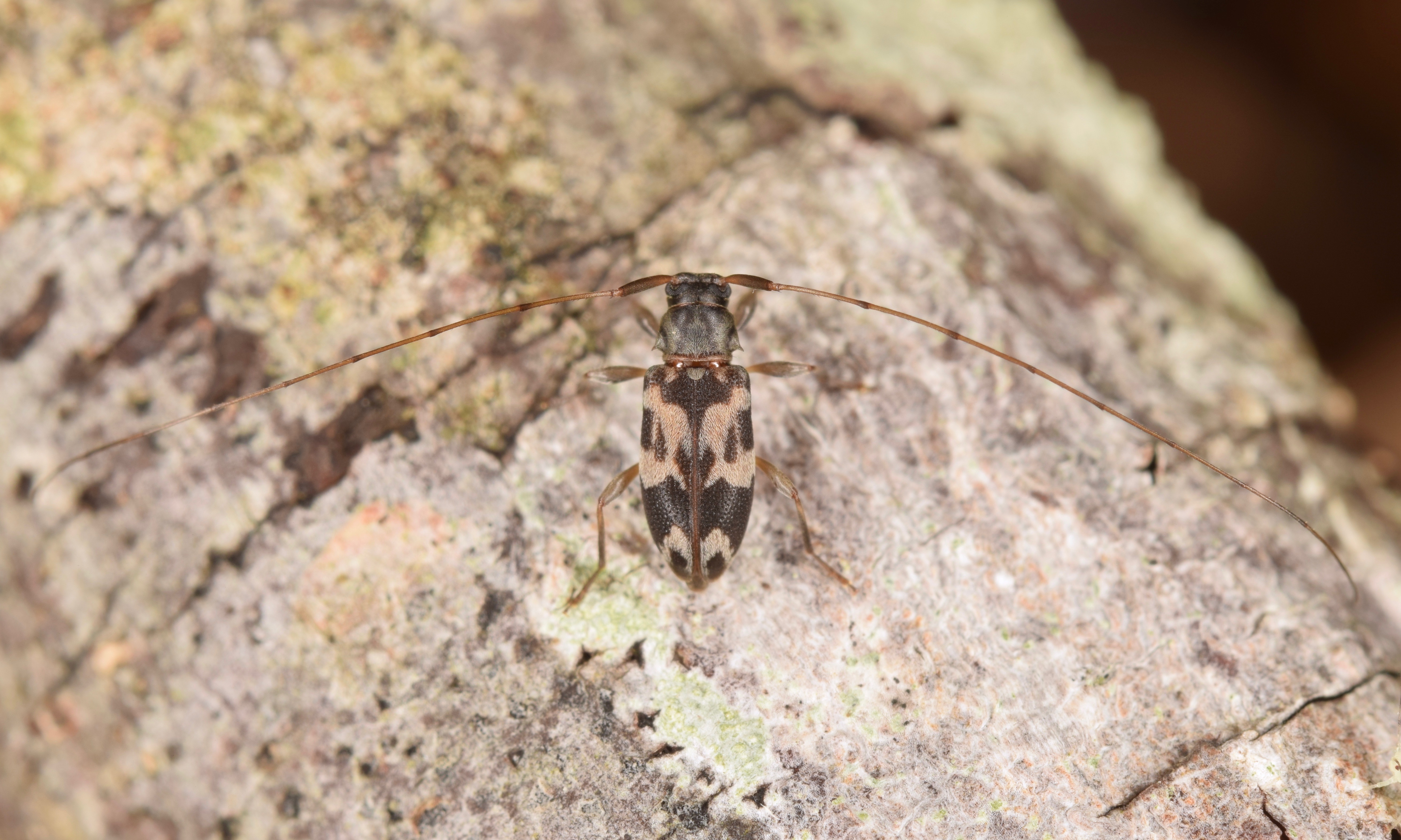

Urgleptes facetus är en skalbaggsart som först beskrevs av Thomas Say 1827.  Urgleptes facetus ingår i släktet Urgleptes och familjen långhorningar. Inga underarter finns listade i Catalogue of Life.